# Kendenicher Rezess
Der Kendenicher Rezess oder Kendenicher Vergleich wurde am 2. Januar 1672 zwischen dem Erzbischof von Köln und dem Bürgermeister und Rat der Stadt Köln geschlossen. Er erhielt seinen Namen nach dem Aufenthaltsort des Bischofs von Münster, Christoph Bernhard von Galen, der maßgeblich am Vertragsentwurf beteiligt war.

## Ausgangslage
Ausgangslage des Streits waren mehrere Konflikte. Zum einen existierten noch Unstimmigkeiten über die Besetzung der Pfarrstelle an der Kirche St. Peter. Köln hatte zudem, um sich vor Übergriffen zu schützen, 1671 Truppen aus den Generalstaaten aufgenommen. Auch die Tatsache, dass die Stadt Köln an der Stadtmauer einen Festungsbau hochgezogen hatte, der, da das Kölner Stadtgebiet exakt mit der Stadtmauer endete, in das Territorium des Erzbistums hineinragte, trug zum Konflikt bei. 

## Verlauf der Verhandlungen und Ergebnis
Unter der Teilnahme von Delegierten des niederrheinisch-westfälischen Reichskreises und anderer Reichsstände, unter anderem der Kurfürsten von Mainz, Trier und Brandenburg, wurde in einem nach damaliger Gepflogenheit langwierigen diplomatisch-juristischen Verfahren ein Vergleich geschlossen:
- Die streitenden Parteien halten künftig Frieden. Streitigkeiten werden ausschließlich vor dem Reichskammergericht in Speyer ausgetragen.
- Die Stadt Köln verpflichtet sich, die Fortifikationen abzureißen oder anderweitig Satifikation zu leisten.
- Das angeworbene niederländische Regiment soll entlassen werden. Stattdessen wird die Stadt durch Kreistruppen gesichert.